# Paenalcaligenes hermetiae
Paenalcaligenes hermetiae es una especie de bacteria gramnegativa del género Paenalcaligenes. Fue descrita en el año 2013. Su etimología hace referencia a la mosca Hermetia illucens. Es anaerobia facultativa y móvil. Tiene un tamaño de 0,5-1,5 μm de ancho. Forma colonias opacas, de color marfil, lisas, circulares y elevadas en agar TSA tras 3 días de incubación. Temperatura de crecimiento entre 15-42 °C, óptima de 37 °C. Catalasa y oxidasa positivas. Tiene un contenido de G+C de 56,1%. Se ha aislado del intestino de una larva de Hermetia illucens en Corea del Sur. 